# 下威悉河畔布拉克
下威悉河畔布拉克（德語：Brake (Unterweser)），通称布拉克（德語：Brake，發音：[ˈbʁaːkə]），是德国下萨克森州威悉马施县的城市，也是威悉马施县的县治，面积38.3平方千米，2023年12月31日人口为15,102人。
布拉克位于威悉河下游。1731年，渔夫之家（Fischerhaus）建成，它是布拉克現今最古老的建筑。